# Belgisch-Luxemburgse grens
De Belgisch-Luxemburgse grens is de officiële staatsgrens tussen het Koninkrijk België en het Groothertogdom Luxemburg en is met 148 km de kleinste Belgische landgrens maar de grootste Luxemburgse landgrens. De grens loopt van het drielandenpunt België-Luxemburg-Duitsland tot het drielandenpunt België-Luxemburg-Frankrijk.

## Geschiedenis

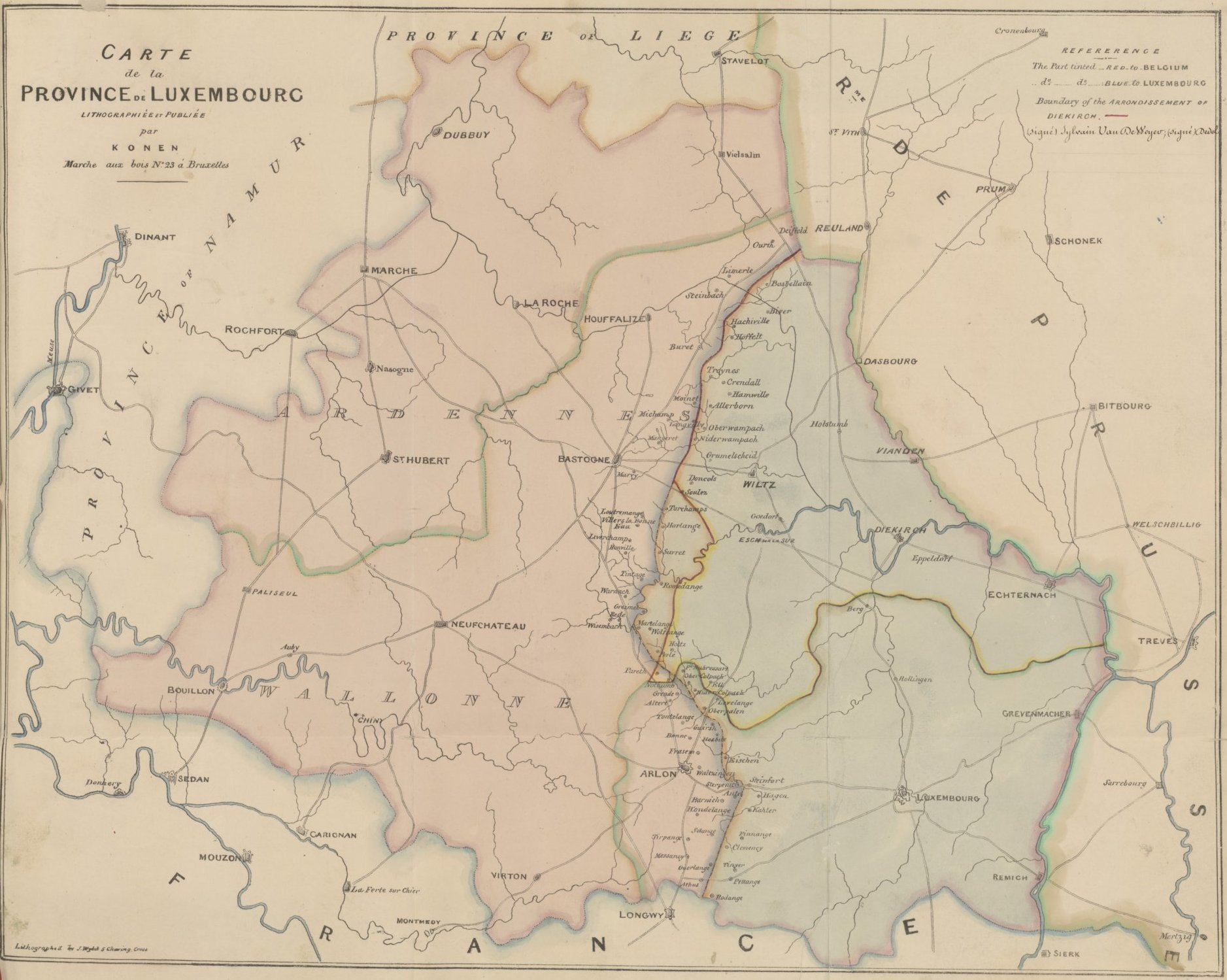
De grens op deze kaart gevoegd bij het Verdrag van Londen (1839) moest nog worden verfijnd door het Verdrag van Maastricht (1843)

Het Groothertogdom Luxemburg, opgericht in 1815 samen met het Verenigd Koninkrijk der Nederlanden, was een twistappel in 1830. De bevolking had meegedaan met de Belgische Revolutie en stuurde afgevaardigden naar het Nationaal Congres, maar het stond in een personele unie met het Verenigd Koninkrijk der Nederlanden en had ook staatkundige banden met de Duitse Bond. Het Pruisische garnizoen in de vesting Luxemburg had de hoofdstad stevig in handen. De Conferentie van Londen verklaarde op 6 december 1830 dat België geen rechten had op Luxemburg en nam dit op 20-27 januari 1831 op in de Grondslagen van de Scheiding. Jean-Baptiste Nothomb wist in juni een opening te creëren in de XVIII artikelen, die heel wat voordeliger waren voor België. Uiteindelijk werd in de XXIV Artikelen beslist om het het Franstalige westen van het groothertogdom toe te wijzen aan België, alsook het Duitstalige kanton Aarlen, dat een strategisch verkeersknooppunt was, en het hertogdom Bouillon. Dat gebeurde met de steun van Frankrijk, dat België voldoende sterk wilde maken om een buffer tegen Pruisen te vormen. Door de volhardingspolitiek van Willem I der Nederlanden duurde het nog tot 19 april 1839 voor deze territoriale regeling werd vastgelegd in het Verdrag van Londen. De bij dit verdrag gevoegde kaart werd krachtens artikel 6 van het verdrag verder uitgewerkt door een gemengde commissie. Het resultaat van haar werkzaamheden werd pas op 7 augustus 1843 in een verdrag gegoten, ondertekend te Maastricht. De volgende dag legde een tweede Verdrag van Maastricht de Belgisch-Nederlandse grens vast.

## Grenscontroles
Sinds 26 maart 1995 zijn beide landen lid van het Schengengebied, hierdoor zijn er geen permanente bewaakte grenzen.

## Grensovergangen
De grens kan op vele plaatsen worden overgestoken. Dit zijn de voornaamste grenzen voor het wegverkeer, geordend van het noordoosten tot het zuidwesten. Aan Belgische zijde grenst het land Luxemburg over de gehele lengte aan Wallonië.
| Luxemburgs district | Luxemburgs kantons | Gemeente/Stad       | Luxemburgs wegnummer | Komend van | Gaand naar                                                | Belgische wegnummer | Gemeente/Stad        | Belgische provincie |
| ------------------- | ------------------ | ------------------- | -------------------- | ---------- | --------------------------------------------------------- | ------------------- | -------------------- | ------------------- |
| Diekirch            | Clervaux           | Weiswampach         | N12                  | Luxemburg  | Sankt Vith / Malmedy / Luik                               | N62                 | Burg-Reuland         | Luik                |
| Diekirch            | Clervaux           | Troisvierges        | N7                   | Luxemburg  | Vielsalm / Eupen / Aken (D)                               | N68                 | Burg-Reuland / Gouvy | Luik / Luxemburg    |
| Diekirch            | Wiltz              | Winseler            | N15                  | Ettelbruck | Bastenaken                                                | N84                 | Bastenaken           | Luxemburg           |
| Luxemburg           | Capellen           | Steinfort           | N6                   | Luxemburg  | Aarlen / Bastenaken / Marche-en-Famenne / Namen / Brussel | N4                  | Aarlen               | Luxemburg           |
| Luxemburg           | Capellen           | Steinfort / Garnich | A6                   | Luxemburg  | Aarlen / Namen / Luik / Brussel                           | A4 / E25            | Aarlen               | Luxemburg           |
| Luxemburg           | Esch-sur-Alzette   | Pétange             | N5                   | Luxemburg  | Aubange / Virton                                          | N88                 | Aubange              | Luxemburg           |

## Voetnoten
1. ↑  Grensovereenkomst tussen het Koninkrijk België en het Groothertogdom Luxemburg, gesloten in Maastricht op 7 augustus 1843 (Pasinomie 1843, p. 588 e.v.)